# Agra (Kansas)
Agra és una població dels Estats Units a l'estat de Kansas. Segons el cens del 2000 tenia 306 habitants.

## Poblacions més properes
El següent diagrama mostra les poblacions més properes.